# Viehtrieb

Gefahrzeichen mit Sinnbild für Viehtrieb, für den rechten Fahrbahnrand (Deutschland)

Der Viehtrieb ist das Treiben des Viehs auf die Weide oder in den Stall. Das geschieht über so entstandene oder ihm gewidmete Triebwege oder im Straßenverkehr. In Deutschland sind im Straßenverkehr nur Tiere zugelassen, die den Verkehr nicht gefährden können und von mindestens einer geeigneten Person zu Fuß oder Pferd begleitet sind, die ausreichend auf sie einwirken kann. Diese unterliegen dann sinngemäß den allgemeinen Verkehrsregeln und -zeichen; zur Beleuchtung ist vorne eine weiße und hinten eine rote Leuchte zu verwenden.

## Almwirtschaft
Viehtrieb ist ein zentraler Bestandteil der Bewirtschaftung von Almen durch Bergbauern. Da jahreszeitlich bedingt im Sommer Weidewirtschaft in höheren Gebirgslagen möglich ist, lassen Bergbauern für diese Zeit ihr Vieh in entsprechenden Stallungen vor Ort unterbringen. Im Frühjahr, je größer die Höhenlage des Zielortes, desto später, wird aufgetrieben, der sogenannte Almauftrieb, während im Herbst nach umgekehrtem Schema abgetrieben wird, der sogenannte Almabtrieb. In den Zentral- und Westalpen sind zwischen unterem und oberem „Senntum“ sowie bei komplizierten Alpverhältnissen zwischen entlegenen Alpen Umtriebe nicht ungewöhnlich. Auch Schneefall im Hochsommer kann zu Umtrieben auf tiefer gelegene Alpen führen.
Soweit möglich, wird in heutiger Zeit gerne die Verladung auf Transporter genutzt. In Höhenlage mit nur schmalen Fahrwegen oder Fußwegen wird dagegen wie in alter Zeit die Herde durch Knechte und Mägde sowie die Bauern selbst auf ihrem Weg geführt. Manche nutzen Hütehunde zur Unterstützung.
Da ein solcher Viehtrieb über schlechte Straßen mit Gefahr von Steinschlag, Muren oder gar Lawinen und damit durchaus auch zum Tod von Mensch und Tier führen kann, findet sich in zahlreichen Regionen Brauchtum, welches die erfolgreiche Rückkehr der Hirten aus den Gebirgsregionen feiert. Nicht zuletzt bedeutet eine solche Heimkehr auch das Abliefern der wertvollen Erzeugnisse (Käse, Speck) des Sommers. Dann war eine kräftige Entlohnung der Helfer angesagt. Insbesondere extra zu diesem Anlass angebrachter bunter Hörnerschmuck aus Blumen, grünen Ästen und anderem bei Kühen zählt zu den bekanntesten Ausprägungen dieser Feierlichkeiten zur Rückkehr. Waren beim Abtrieb Verluste von Mensch oder Tier zu verzeichnen, so unterbleibt diese Ausschmückung in der Regel. In heutiger Zeit wird die Brauchtumsschmückung nur noch in begrenztem Maß praktiziert, nicht zuletzt wegen der oftmals frühzeitigen Verladung der Tiere auf Fahrzeuge.